# Алігатор
Аліга́тор (Alligator) — рід великих рептилій родини алігаторових (Alligatoridae) ряду крокодилові (Crocodilia). Налічує два сучасних види — міссісіпський алігатор (A. mississippiensis), що мешкає у південних штатах США, і китайський алігатор (A. sinensis), що зустрічається в болотах нижньої частини річки Янцзи в Китаї. Окрім них кілька вимерлих видів алігаторів відомі за викопними рештками. Рід вперше виник наприкінці еоцену близько 37 мільйонів років тому.

## Опис
Середня вага і довжина дорослого міссісіпського алігатора становить 360 кг і 4 м, однак іноді вони виростають до 4,4 м і важать понад 450 кг. Найбільший з коли-небудь зареєстрованих алігаторів, знайдений у Луїзіані, сягав 5,84 м. Китайський алігатор менший, рідко перевищує 2,1 м у довжину. Крім того, він важить значно менше, рідко понад 45 кг. 

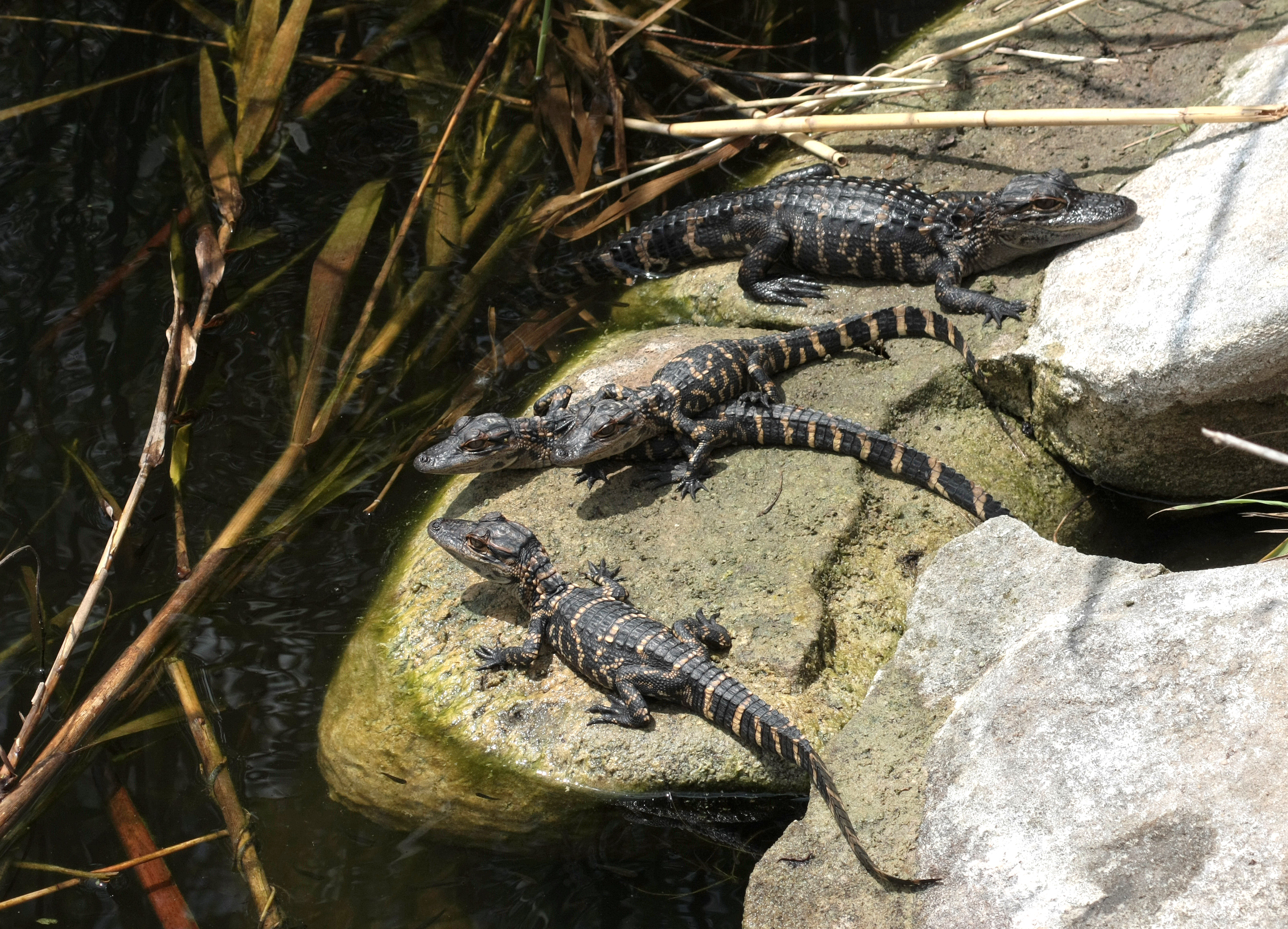
Дитинчата алігатора міссісіпського

Дорослі алігатори мають чорне або темно-оливково-коричневе забарвлення з білим черевом, тоді як дитинчата мають яскраво-жовті або білуваті смуги, які різко контрастують з темною шкурою, забезпечуючи їм додаткове маскування серед очерету та водно-болотних трав. 
У середньому алігатори живуть до 50 років, але є приклади, коли алігатори доживали до 70. Одним з найстарших зареєстрованих алігаторів був Сатурн, міссісіпський алігатор, який вилупився в 1936 році в Міссісіпі, провів майже десять років у Німеччині, а потім більшу частину свого життя провів у Московському зоопарку, де він помер у віці 83—84 років 22 травня 2020 року. 

## Харчування
Тип їжі, яку їдять алігатори, залежить від їхнього віку та розміру. У молодому віці алігатори харчуються рибою, комахами, равликами, ракоподібними та хробаками. У міру дорослішання вони починають харчуватися все більшою здобиччю, включаючи більших риб, таких як гар, черепах, різних ссавців, особливо койпу та ондатру, а також птахів, оленів та інших рептилій. Відомо, що у деяких випадках великі алігатори влаштовують засідки на собак, флоридських пантер та чорних ведмедів, що робить їх верховими хижаками по всій території їхнього поширення. У цій ролі верховного хижака можуть визначати чисельність хижих видів, включаючи черепах і койпу. У міру того, як люди вторгаються в їхнє середовище, напади стають рідшими, але не невідомими. Алігатори, на відміну від великих крокодилів, не відразу розглядають людину при зустрічі як здобич, але можуть напасти в цілях самооборони, якщо їх спровокувати.

## Розмноження
Алігатори зазвичай досягають зрілості при довжині 1,8 м. Шлюбний сезон припадає на кінець весни. У квітні та травні алігатори утворюють так звані «ревучі хори». Великі групи тварин ревуть разом протягом декількох хвилин кілька разів на день, зазвичай через одну-три години після сходу Сонця. Рев самців алігаторів супроводжується сильними інфразвуковими вибухами. Інша форма демонстрації самців — гучний удар головою. У 2010 році було виявлено, що весняними ночами алігатори збираються у великій кількості для групового залицяння, так званих «танців алігаторів».
Влітку самка будує гніздо з рослинності, де розкладеною рослинністю забезпечує тепло, необхідне для інкубації яєць. Стать потомства визначається температурою в гнізді та фіксується протягом 7—21 дня після початку інкубації. При температурі інкубації 30 °C і нижче з'являються самки, а при температурі 34 °C і вище — виключно самці. Гнізда, збудовані на листі, більш жаркі, ніж гнізда, збудовані на вологому болоті, тому в перших, як правило, народжуються самці, а в других — самки. Яйцевий зуб дитинчати алігатора допомагає йому вибратися з яйця під час вилуплення. Природне співвідношення статей при вилупленні становить п'ять самок один самець. Самки, що вилупилися з яєць, що інкубуються при температурі 30 °C, важать значно більше, ніж самці, що вилупилися з яєць, що інкубуються при температурі 34 °C. Мати захищає гніздо від хижаків та допомагає маленьким алігаторам дістатися води. Вона захищатиме маленьких алігаторів близько року, якщо вони залишаться у цьому районі. Дорослі алігатори регулярно канібалізують молодих особин, хоча оцінки рівня канібалізму сильно відрізняються. У минулому, відразу після оголошення полювання на алігаторів поза законом, популяції швидко відновлювалися через скорочення кількості дорослих особин, що полюють на молодих, що підвищувало виживання молодих алігаторів.

## Анатомія
Алігатори, як і птахи, демонструють односпрямований рух повітря через легені. У тварин з приливним диханням, таких як ссавці, повітря надходить у легені й виходить з них через розгалужені бронхи, які закінчуються в невеликих камерах, які називають альвеолами. Оскільки альвеоли є глухими кутами для потоку, повітря, яке вдихається, має вийти назад тим самим шляхом, яким воно увійшло. Навпаки, повітря в легені алігатора здійснює круговий рух, рухаючись лише в одному напрямку через парабронхи. Повітря спочатку потрапляє у зовнішню гілку, проходить через парабронхи й виходить із легені через внутрішню гілку. Кисневий обмін відбувається у великій судинній сітці навколо парабронхів.
Алігатор має травну систему, схожу з крокодиловою, з невеликими відмінностями у морфології та активності ферментів. У алігаторів шлунок складається із двох частин, причому перша, менша частина, містить гастроліти. Вважається, що ця частина шлунка виконує ту ж саму функцію, що й шлунок деяких видів птахів, допомагаючи травленню. Гастроліти працюють над подрібненням їжі, оскільки алігатори відкушують великі шматки або заковтують дрібний видобуток. Цей процес полегшує перетравлення та засвоєння поживних речовин, коли їжа досягає другої частини шлунка. Після того як їжа алігатора перероблена, вона переходить у другу частину шлунка, що відрізняється високою кислотністю. Було відмічено, що кислотність шлунка підвищується після початку травлення. Це пов'язано зі збільшенням концентрації CO2 у крові, що виникає внаслідок право-лівого шунтування серця алігатора. Право-ліве шунтування серця в алігаторів означає, що кровоносна система буде рециркулювати кров по тілу, а не назад у легені. Рециркуляція крові приводить до підвищення концентрації CO2, і навіть зниження спорідненості до кисню. Є підстави вважати, що під час травлення збільшується приплив крові до шлунка, щоб сприяти підвищенню концентрації CO2, що допомагає збільшити виділення шлункової кислоти під час травлення. Метаболізм алігатора також збільшується після їди вчетверо порівняно з базовою швидкістю метаболізму. Алігатор також має сильно складчасту слизову оболонку в кишечнику для подальшого сприяння всмоктування поживних речовин. Завдяки складкам збільшується площа поверхні, якою всмоктуються поживні речовини.
Алігатор також має складний мікробіом, який ще не повністю вивчений, але може бути пов'язаний як з перевагами, так і з витратами для тварини. Ці мікроорганізми можна виявити на великій площі поверхні слизових оболонок кишечника, а також по всьому травному тракті. Переваги включають покращення загального стану здоров'я та зміцнення імунної системи. Однак алігатори все ще вразливі до мікробних інфекцій, попри імунне підживлення з боку іншої мікробіоти.
Під час брумації процес травлення зазнає змін через голодування, яке більшість алігаторів зазнають у ці періоди бездіяльності. У алігаторів, які досить довго обходяться без їжі під час брумації, починається процес, званий аутофагією, коли тварина починає витрачати свої жирові запаси для підтримки ваги тіла доти, доки вона не зможе отримати достатньої кількості їжі. Крім того, в мікробному співтоваристві алігатора спостерігаються коливання рівня популяцій бактеріальних таксонів у різні сезони, що допомагає алігатору справлятися з різними темпами харчування та активності.
Як і інші крокодили, алігатори мають панцир із кісткових відростків. Шкірні кістки сильно васкуляризовані й допомагають підтримувати баланс кальцію як для нейтралізації кислот, коли тварина не може дихати під водою, так і для забезпечення кальцієм формування шкаралупи яєць.
У алігаторів м'язові плоскі хвости, які допомагають їм рухатися під час плавання.
Існує два види білих алігаторів — альбіноси та лейцисти. Цих алігаторів практично неможливо зустріти у дикій природі. Вони можуть вижити лише у неволі і є нечисленними. В акваріумі у Новому Орлеані (США) є лейцистичні алігатори, які були знайдені у болоті Луїзіани в 1987 році. Як повідомлялося на сторінці Інституту природи Одюбона (Audubon Nature Institute), з 5 мільйонів американських алігаторів лише 15 особин можуть похвалитися подібним білим забарвленням. Проте, вже на початку грудня 2023 року, за повідомленням видання Gatorland Orlando, в парку рептилій у Флориді (США) народився надзвичайно рідкісний білий лейцистовий алігатор.

## Еволюція
Алігатори та каймани розділилися в Північній Америці на початку третинного або наприкінці крейдового періоду (від 53 до 65 мільйонів років тому). Китайський алігатор відокремився від американського алігатора близько 33 мільйонів років тому і, ймовірно, походить від лінії, яка перетнула Берінгів міст під час неогену. Сучасний американський алігатор добре представлений у викопних залишках плейстоцену. Повний мітохондріальний геном алігатора був секвенований у 1990-х роках. Повний геном, опублікований у 2014 році, свідчить про те, що алігатор еволюціонував набагато повільніше, ніж ссавці та птахи.
Згідно з публікацією 13 липня 2023 року в науковому виданні Scientific Reports, новий древній вид алігаторів Alligator munensis було відкрито міжнародною групою палеонтологів. Останки цього стародавнього алігатора, який жив приблизно 230 тисяч років тому, а саме у період середнього плейстоцену, були знайдені ще у 2005 році в районі Нон Сунг провінції Накхонратчасіма на північному сході Таїланду. Попри те, що знахідку було зроблено майже два десятиліття тому, лише сучасні методи дослідження дозволили вченим визначити його справжнє походження.

## Відмінності від крокодилів
Хоча існують універсальні правила, що дозволяють відрізнити алігаторів від крокодилів, всі вони допускають винятки. До таких загальних правил відносяться:
- Оголені/гребінчасті зуби: Найпростіший спосіб відрізнити крокодилів від алігаторів — подивитися на форму їхніх щелеп. Зуби на нижній щелепі алігатора входять в лунки на верхній щелепі, залишаючи видимими лише верхні зуби, коли рот закритий. Зуби на нижній щелепі крокодила входять у канавки на зовнішній стороні верхньої щелепи, роблячи видимими як верхні, так і нижні зуби, коли рот закритий, формуючи характерний «зубастий оскал»[13].
- Форма морди та щелепи: У алігаторів ширша U-подібна морда, в той час як у крокодилів вона зазвичай більш загострена або V-подібна. Вважається, що ширші морди алігаторів дозволяють їхнім щелепам витримувати навантаження при розколюванні панцирів черепах та інших броньованих тварин, поширених в їхньому середовищі[13][14]. Водночас, дослідження 2012 року виявило дуже слабку кореляцію між силою укусу і формою морди серед 23 досліджуваних видів крокодилоподібних[15].
- Сольові залози: Крокодилоподібні мають видозмінені слинні залози на язиці, що називаються сольовими залозами(інші мови). У більшості крокодилів та кайманів ці залози втатили функціональність[13]. Здатність виводити надлишок солі дозволяє крокодилам краще переносити життя в солоній воді і мігрувати через неї. Алігатори і каймани здебільшого обмежуються прісноводними місцями проживання, хоча більші алігатори іноді живуть у приливних манграх і в дуже рідкісних випадках в прибережних районах[13].
- Покривні органи чуття: І крокодили, і алігатори мають невеликі, схожі на ямки органи чуття, які називаються покривними органами чуття або шкірними рецепторами тиску, що покривають верхню та нижню щелепи. Ці органи дозволяють крокодилоподібним виявляти незначні зміни тиску в навколишній воді, а також допомагають їм знаходити та захоплювати здобич. У крокодилів, однак, такі органи покривають майже все тіло[13].
- Менш сталі відмінності: Крокодили, як правило, вважаються агресивнішими за алігаторів[13]. Лише шість з 23 видів крокодилоподібних вважаються небезпечними для дорослих людей, особливо нільський і морський крокодил. Щороку в Африці нільському крокодилу приписують сотні смертельних нападів на людину.

## Використання людиною
Алігаторів розводять у комерційних цілях заради їх м'яса та шкіри, яка після дублення використовується для виготовлення багажу, сумок, взуття, ременів та інших шкіряних виробів. Алігатор також приносить економічну вигоду завдяки індустрії екотуризму. Відвідувачі можуть здійснювати екскурсії болотами, в яких водяться алігатори. Найважливішою економічною вигодою для людини може бути боротьба з койпу та ондатрами.
М'ясо алігаторів також споживається людьми.